# Glauco Arbix
Glauco Arbix (Americana, 20 de dezembro de 1952) é um sociólogo brasileiro. É professor titular de Sociologia na Universidade de São Paulo, especialista em teoria da inovação e sociologia econômica.
Descendente de italianos e libaneses, foi presidente do Instituto de Pesquisa Econômica Aplicada (2003-2006) e da Financiadora de Inovação e Pesquisa (2011-2015). Integra o Observatório de Inovação e Competitividade do Instituto de Estudos Avançados da Universidade de São Paulo.

## Publicações
- Razões e ficções do desenvolvimento, EDUSP/Unesp, 2001, ISBN 8571393583
- Inovar ou inovar: a indústria brasileira entre o passado e o futuro, Editora Papagaio, 2007, ISBN 9788588161160
- Uma aposta no futuro: os primeiros anos da Câmara Setorial da Indústria Automobilística, 2002, ISBN 9788573200508

## Reconhecimento
- Ordem do Mérito da Defesa, 2014, oficial[8]
- Medalha Carneiro Felippe, 2013[9]
- Ordem do Mérito Militar, 2012, comendador[10]
- Ordem do Mérito Aeronáutico, 2011, oficial[11]